# Erythroxylum guatemalense
Erythroxylum guatemalense är en tvåhjärtbladig växtart som beskrevs av Cyrus Longworth Lundell. Erythroxylum guatemalense ingår i släktet Erythroxylum och familjen Erythroxylaceae. Inga underarter finns listade i Catalogue of Life.